# Saksonia (prowincja)
Prowincja Saksonia (niem Provinz Sachsen) – pruska prowincja istniejąca w latach 1816-1944 ze stolicą w Magdeburgu.
Powstała z zajętych przez Prusy w 1815 r. terenów Królestwa Saksonii oraz Altmarku. 
Od zjednoczenia Niemiec w 1990 r. jako land Saksonia-Anhalt.